# 圖-14魚雷轟炸機
圖-14（北約代號: 水手长，美国空军/国防部回報代號：35型）是苏联一款使用双涡轮喷气发动机的轻型魚雷轟炸機，从圖波列夫Tu-73衍生而來，曾與伊尔-28轟炸機競爭。它被配裝於苏联海军航空兵水、魚雷團，並在曾在西元1952-59年間出口給中华人民共和国。

## 发展
Tu-14源自於三引擎设计的Tu-73，Tu-73使用一对安裝在兩邊機翼下的RD-45涡轮喷气引擎－未经许可复制的劳斯莱斯內內引擎，和一具在機尾的克里莫夫RD-500引擎－未经许可复制的劳斯莱斯德溫特引擎，在尾翼中央安装发动机的設計與波音727十分相似。克里莫夫VK-1引擎，內內引擎的加強版本，使中央第三具引擎自設計中移除，雙引擎版本的設計局內部代號為"81"。 其他主要的設計变化是加裝了一个PSBN导航雷达，但这需要第五名机组员來进行操作，導致蘇聯空軍要求图波列夫重新设计，此後，機身背部和腹部的炮台被移除，使得所需的機組員減少到三名，分別為飛行員、轟炸導航員和尾翼砲手。它在機鼻安裝了两挺固定的 23 mm（0.91英寸） NR-23機砲，尾翼砲手則使用獨立的KDU-81加壓尾翼砲塔，並使用一对NR-23機炮。
原型機在西元1949年8月開始建造，使用部分已被取消的Tu-73S部件，并在十月完成。圖波列夫在西元1949年10月13日到西元1950年1月21日這段期間對原型機進行數次測試，並在西元1950年1月23日到同年5月27日接受國家測試 ，此後，Tu-14被允許投入生产，前提是KDU-81尾翼砲塔的問題必須解決、為飛行員和尾翼砲手提供弹射座椅、增加一个引擎分氣除冰裝備，並修改機鼻機砲的設計。頭五個试制飞机没有採用这些变更，因为他们了使用Tu-73S相關部件。这些被送到莫斯科进行评价，並被苏联海军航空兵用作鱼雷轰炸机。第六架飛機確實包含了所有修改以及海軍航空兵要求的導航員彈射座椅，並於1951年5月進行了評估。
大约150架Tu-14被生产並提供給蘇聯海軍航空兵水、魚雷團，並一直服役到西元1959年。該機種退役後，有几架該型飛機被用于各种测试方案，如冲压式喷气发动机的相關測試。 約50架二手Tu-14T被移交給了人民解放军空军 ，但確切數量和日期无法确认。
第二架預先生產的Tu-14被圖波列夫設計局转变成一个晝夜兩用，設計局內部設計代號為"89"。該機的改裝相當輕微，僅是在一個沒有加壓的中央機艙，內置兩個自動旋轉的攝影鏡頭，另外在炸弹倉安裝了兩個油箱和另一个用於白天的傾斜照相机。所有照相機和鏡頭使用电來加热，以防止照相機和鏡頭在高海拔地区產生雾和冰。夜間使用時，炸彈艙中的油箱和攝像機會被移除，並攜帶各種閃光彈來照亮目標。此外，PSBN-M导航雷达的屏幕可以使用一个特殊的照相機進行影像紀錄，而飞行员和导航员可以使用一个錄音機來記錄他們自己的觀察結果。 然而，蘇聯空軍在西元1951年3月23日决定使用伊爾-28的侦察機版本－伊爾-28R，與此同時，"89"號機也進行了首飛，图波列夫設計局决定不將該機提交給国家測驗，"89"號機正式宣布取消。

## 变种
- Tu-14 – 轻型轰炸机版本（未投入服役）。
- Tu-14R – 侦察機版本(僅處於原型機階段)。 也被称为Tu-89.
- Tu-14T – 鱼雷轰炸机版本。
- Tu-81 – Tu-14T最初的設計代號，使用两个引擎。

## 使用方
苏联
- 苏联海军航空兵

 中国
- 中國人民解放军空军

- 中国人民解放军海军航空兵

## 规格(Tu-14)
参考资料：Gunston, Tupolev Aircraft since 1922
基本信息
- 机组：三名

性能
- 推重比：0.3

武器

- - 2挺23毫米NR-23機炮，安裝於機鼻
  - 2挺23 mmNR-23機炮，安裝於尾翼砲塔
  - 最多3,000公斤(6,610磅)的炸彈、魚雷或水雷

航電

- PSBN-M導航雷達

## 延伸閱讀
- 英國電氣坎培拉轟炸機（英语：English Electric Canberra）
- 伊尔-28
- Tu-12（英语：Tupolev Tu-12）